# گوت پودلشنه
گوت پودلشنه (به لاتین: Guty Podleśne) یک روستا در لهستان است که در گمینا گرابووو واقع شده‌است. گوت پودلشنه ۶۰ نفر جمعیت دارد.